# Auliscomys
Auliscomys (Osgood, 1915) è un genere di roditori della famiglia dei Cricetidi.

## Descrizione

### Dimensioni
Al genere Auliscomys appartengono roditori di piccole dimensioni, con lunghezza della testa e del corpo tra 96 e 147 mm, la lunghezza della coda tra 43 e 118 mm e un peso fino a  g.

### Caratteristiche craniche e dentarie
Il cranio presenta una regione inter-orbitale stretta, con i margini lisci e che divergono posteriormente, le arcate zigomatiche ampie e le ossa nasali brevi. I fori palatali sono lunghi. Gli incisivi superiori sono ortodonti, ovvero con le punte rivolte verso il basso, con alcuni solchi longitudinali superficiali e giallognoli o arancioni. I molari hanno la corona bassa.
Sono caratterizzati dalla seguente formula dentaria:

### Aspetto
Il corpo è compatto, la pelliccia è lunga e liscia. Le parti dorsali variano notevolmente tra le varie specie, possono essere grigiastre o giallo-brunastre striate di nero, mentre le parti ventrali sono bianche con la base dei peli grigia. Le orecchie variano in grandezza e spesso hanno una macchia biancastra o giallo-brunastra alla base posteriore. I piedi sono tozzi e notevolmente frangiati, il quinto dito è lungo, le piante hanno sei grossi cuscinetti carnosi. La coda è lunga oppure leggermente più corta della testa e del corpo, è ricoperta di corti peli, scura sopra e più chiara sotto. Le femmine hanno quattro paia di mammelle.

## Distribuzione
Il genere è diffuso nell'America meridionale, dal Perù centrale fino al Cile e all'Argentina settentrionali e agli altopiani boliviani.

## Tassonomia
Il genere comprende 3 specie:
- Auliscomys boliviensis
- Auliscomys pictus
- Auliscomys sublimis